# Sociedade do Sol
A Sociedade do Sol é uma organização não governamental (ONG) criada em Novembro de 2001. Pautada na iniciativa do engenheiro elétrico Augustin T. Woelz, seus membros, atualmente levam água quente e acessível a diversas famílias, com a confeção de aquecedores solares. A organização capacita os seus voluntários através de cursos, nos quais, qualquer participante aprende a fazer seu próprio aquecedor num curto período de tempo. 
A ONG também realiza trabalhos de captação de água da chuva, utilizando as comuns mini cisternas, o que possibilita ao indivíduo coletar um volume significativo de água que normalmente correria para os bueiros, valas, etc. 
Seus empreendedores executam projetos juntamente com prefeituras e empresas, fazendo aquecedores em residências de comunidades carenciadas e ensinando os seus residentes a construir seus próprios aquecedores com materiais simples.  Atualmente, o desafio enfrentado pela Sociedade do Sol, é se estruturar para que seja capaz de "ganhar independência". Os empreendedores elaboraram um plano de negócios sólido e tendem a criar um produto que possa ser produzido em escala - que seja capaz de trazer resultados para a empresa. Esse é o principal pré-requisito para que a startup encha os olhos dos investidores. 

## História
A história da ONG começa alguns anos antes de sua criação. O projeto dos empreendedores se fortalece com uma parceria com o grupo SEBRAE/SP do Vale do Paraíba, que os convidaram a apresentar o primeiro protótipo do ASBC (Aquecedor Solar de Baixo Custo) durante a Eco/92, no estande nacional da instituição, sob o mote proposto “Um aquecedor Solar em cada lar”.
O grupo de pesquisadores ligados ao ASBC, em 1999, passa a ocupar espaço no CIETEC, considerado hoje o maior centro de incubação de projetos de inovação tecnológica da América do Sul. Incluindo o engenheiro civil Alexandre de Magalhães Andrade, que atuou na SoSol entre 2000 e 2001, e a quem pode ser atribuído um grande salto nas áreas de P&D tecnológico e nos laboratórios.
Em 2001 criou-se finalmente, a Associação Sociedade do Sol. E a partir daí, a organização passou a atuar no aperfeiçoamento de soluções tecnológicas para gerar energia, compartilhando conhecimento através de cursos de qualificação, publicando manuais e vídeos sobre o ASBC na Internet e redes sociais e monitorizando atividades realizadas por voluntários e monitores espalhados por todo o País.

## Prêmios
Finep (Financiadora de Estudos e Projetos) em 2007